# 直到我们彼此相爱
《直到我们彼此相爱》（羅馬化：Jon Kwa Ja Dai Rak Kan）是由Raklakorn Company出品，纳塔蓬·帕查拉查亚侬（Nok）执导 ，普林·苏帕拉和乌拉萨雅·斯帕邦德主演的泰国浪漫爱情剧。此剧改编自电视剧《爱的宿命》，并于2024年3月25日起在泰国第3电视台播出。

## 剧情简介
帅气迷人的Mueang是一位直言不讳的生态战士地质学家，而27岁的View（后改名Apo）则是一位过度劳累的女性景觀建筑师。她不仅被公司解雇，还发现男友出轨了。当Mueang和View四目相对的那一刻，丘比特就出手了，他们发生了一夜情。后来，Mueang得知View是他父亲的未婚妻，从而引发了一场复杂的罗曼史。

## 演员阵容
| 演员                | 角色             |
| ------------------- | ---------------- |
| 普林·苏帕拉         | Prakhan（Mueng） |
| 乌拉萨雅·斯帕邦德   | Apo / View       |
| 威利·麦克托什       | Phudin           |
| 皮茶帕·潘图慕钦达   | Ink              |
| 皮拉维·塔奇沙鹏     | Tin              |
| Phooripun Kruthirun |                  |
| 卡曼·克珑卡弗       | Game             |
| 玛妮娜·坎姆雯       | Wiwan            |
| 普拉塔纳·班宗桑     | Sita             |
| 查纳纳·努塔科姆     | Darin            |
| 通坎东·通猜         | Boem             |
| 素帕猜·苏瓦农       | Am               |
| 阿塔蓬·提塔旺       | Son              |
| 韦拉帕特·翁萨德     | Om               |
| 楠萌·苏提达查奈     | Rita             |

## 制作与宣发
剧组演员皆已完成试装及定装工作。
2022年5月8日，剧组举行了开机祭祀仪式以祈求拍摄顺利。制作方与演员等相关人士皆穿上黄色夏威夷服装。
2022年10月10日，剧集的首支预告片通过「เปิดวิก BIG 3 : TASTE of DRAMA」的剧集企划释出，与《探查医秘》、《皇家医生》、《叛爱游戏》、《世界围绕你》、《名门绅士2：淑女之心》、《天生一对之命中注定》等剧一同发布。
剧组于2023年3月30日正式杀青。

## 剧集回响

### 收视率
- 由于档期碰上One 31台的热播剧《婚姻战争》以及拖沓无聊的剧情，此剧在收视率方面表现得差强人意。[5][6]

## 争议
此剧部分镜头画面与2020年播出，由池昌旭、金智媛主演的韩国电视剧《都市男女的爱情法》雷同，引起网友热议。